# Sandy Helberg
Sandy Helberg (Frankfurt, 28 de maio de 1949) é um ator norte-americano, nascido na Alemanha.

## Primeiros anos
Helberg é judeu, nasceu em Frankfurt, Alemanha, filho de Tonia (nascida Altman) e Sam Helberg. Seus pais eram ambos sobreviventes do Holocausto na Polônia ocupada pelos alemãs nazistas, e se conheceram em um campo de concentração. Eles emigraram para os Estados Unidos em 1950, onde seu pai, originalmente barbeiro, acabou se tornando um empreendedor imobiliário em Toledo, Ohio, lugar que Sandy e seus irmãos Ted e Tom foram criados.

## Carreira
Helberg mudou-se para cidade de Nova York e estudou atuação com Sanford Meisner. Ele realizou shows de stand-up e fez parte de um grupo de improvisação que se apresentava em clubes de Greenwich Village. Mais tarde, se mudou para Los Angeles, tornando-se um membro original do grupo de improvisação local, The Groundlings. Atuou em diversos filmes de comédia, em especial três filmes de Mel Brooks: High Anxiety, History of the World, Part I e Spaceballs. Além disso, estrelou The Hollywood Knights e Up the Creek.
Helberg escreveu e estrelou a curta série de televisão sindicalizada de 1977, The Lorenzo and Henrietta Music Show, e a série da CBS de 1979 Flatbush. Ele fez inúmeras aparições em programas de TV, incluindo Trapper John, M.D., Remington Steele, Newhart, The Jeffersons,  M*A*S*H,  Married... with Children, The Wonder Years, Night Court, Fernwood 2 Night, Knight Rider, Too Close for Comfort, Get a Life, House Calls, Cybill, Days of Our Lives e entre outras.
Helberg co-estrelou a minissérie da NBC, 79 Park Avenue, e um filme produzido pela CBS, The Wild Wild West. Ele e sua esposa Harriet escreveram episódios para séries de televisão como The Golden Girls, Perfect Strangers, Dear John e Harry and the Hendersons.

## Vida pessoal
Helberg é casado com Harriet Birnbaum, uma diretora de elenco, desde 1975 e tem dois filhos, Mason e o ator Simon.

## Filmografia
| Ano  | Título                                       | Personagem             | Notas         |
| ---- | -------------------------------------------- | ---------------------- | ------------- |
| 1973 | Terror in the Wax Museum                     | Jornaleiro             | Não creditado |
| 1975 | Sheila Levine Is Dead and Living in New York | Artista                |               |
| 1976 | A Star Is Born                               | Kevin                  | Não creditado |
| 1977 | High Anxiety                                 | Atendente de Aeroporto |               |
| 1977 | American Raspberry                           | Carteiro               |               |
| 1978 | Loose Shoes                                  | Biker Eulogist         |               |
| 1980 | The Hollywood Knights                        | Policial Clark         |               |
| 1980 | The Jazz Singer                              | Engenheiro de som      |               |
| 1981 | History of the World: Part 1                 | Discípulo              |               |
| 1981 | Modern Problems                              | Pete                   |               |
| 1984 | This Is Spinal Tap                           | Angelo DiMentibelio    |               |
| 1984 | Up the Creek                                 | Irwin                  |               |
| 1987 | Spaceballs                                   | Dr. Schlotkin          |               |
| 1994 | I'll Do Anything                             | Crítico de Teatro      | Não creditado |
| 1995 | The Granny                                   | Albert                 |               |
| 1995 | Mortal Kombat                                | Diretor                |               |
| 1997 | Meet Wally Sparks                            | Diretor comercial      |               |
| 2006 | School for Scoundrels                        | Rabino                 |               |